# Maise Erichsdotter
Maise Erichsdotter, död 1582, var en finskättad kvinna i Stockholm som av flera historiker bedömts ha dömts att brännas levande "i båle" för ett synnerligen brutalt mord på ett månadsgammalt barn. 
Hon anklagades av barnets far, Marcus Fransson, som två gånger vände sig till rätten för att få kvinnan dömd. Efter det hon slutligen erkänt blev hon
"för en sådene omenniskielig och ristelig gärning dömpdt affsagdt, att hon skall brännas i båle." 
Det förekommer flera mål av samma typ i tänkeböckerna, men praxis särskilt under 1600-talet, vilket också antecknades av rådhusrätten när så inträffade var att benåda de barnamordsdömda från bålet genom halshuggning. I andra fall vet man inte hur avrättningen gick till.
I Stockholms tänkeböcker finns bara ett fåtal fall där man är tämligen säker på att denna avrättningsmetod tillämpades